# 华德路父子公司
华德路有限公司是一家负责全球主要货币、邮票、股票和债券证书雕刻的英国公司。公司位于英格兰的伦敦、沃特福德和邓斯特布尔。作为家族企业的华德路公司成立于1810年。它在1961年被托马斯德纳罗印钞公司收购。

## 早期历史
华德路父子公司的业务起源于詹姆斯·华德路，他从1810年起在伦敦的比尔钦巷制造平板印刷的法律文件。
公司逐渐地发展；从1852年起，它开始印制邮票，同时华德路的儿子阿尔弗雷德、沃尔特、西尼与阿尔伯特也加入进来。詹姆斯·华德路于1876年逝世，公司成为一家有限责任公司。1877年，由于家庭纠纷，公司分裂，阿尔弗雷德和他的儿子们成立了华德路兄弟与雷顿公司。两家公司最终在1920年重新合并。

## 葡萄牙银行纸币危机
华德路公司在1925年卷入了葡萄牙银行纸币危机。葡萄牙银行在伦敦高等法院以伪造起诉华德路父子公司。这是法律史上最复杂的审判之一，1932年的最终判决结果有利于葡萄牙银行。

## 英格兰银行纸币
随着1844年银行特许状法令的实施，除英格兰银行以外的其他银行发行纸币的权利受到了限制。到1921年，英格兰银行获得了在英格兰与威尔士地区发行钞票的合法垄断。
1928年11月22日，英格兰银行从财政部那里接手，开始负责10先令与1镑纸币的发行，第一次发行了这些面值的纸币。为使金币退出流通领域，财政部在1941年宣布参加一战三天后开始发行这些面值的纸币。由于之前财政部的流通券由华德路公司印制，所以失去这些订单直接导致华德路停止了在沃特福德米尔顿大街上的业务。

## 德纳罗公司收购
珀内尔父子公司在1961年收购了华德路公司，但珀内尔公司很快又将华德路公司负责印刷钞票、邮票、旅行支票与债券的部分出售给了德纳罗公司。
2003年德纳罗公司收购了英格兰银行的印钞业务，这正是华德路公司失去这项业务的75年之后。
华德路父子公司在2009年1月解散。

## 相关内容
1. ↑  Birchin Lane
2. ↑  . NMSI. 国家科学与工业博物馆.   [2012年3月10日]. （原始内容存档于2016年3月4日）.
3. ↑  . Grace's Guide. Grace's Guide.   [2012年3月10日]. （原始内容存档于2019年9月19日）.基于. . Russell-Square Press. 1934.
4. ↑  Wigan, Henry. . 经济史系, 伦敦政治经济学院. 2004年2月  [2009年3月26日]. （原始内容存档于2019年7月19日）.
5. ↑  Nunn, JB. . Watford: Pageprint (Watford) Ltd. 1987. ISBN 0-9511777-1-0. 171页
6. ↑  Bloom, Murray Teigh. . 纽约: Charles Scribner's Sons. 1966.
7. ↑  .   [2012-11-20]. （原始内容存档于2006-10-03）.
8. ↑  . Companies House. Companies House.   [10 March 2012]. （原始内容存档于2018-09-29）.